# Rocher d'Amah

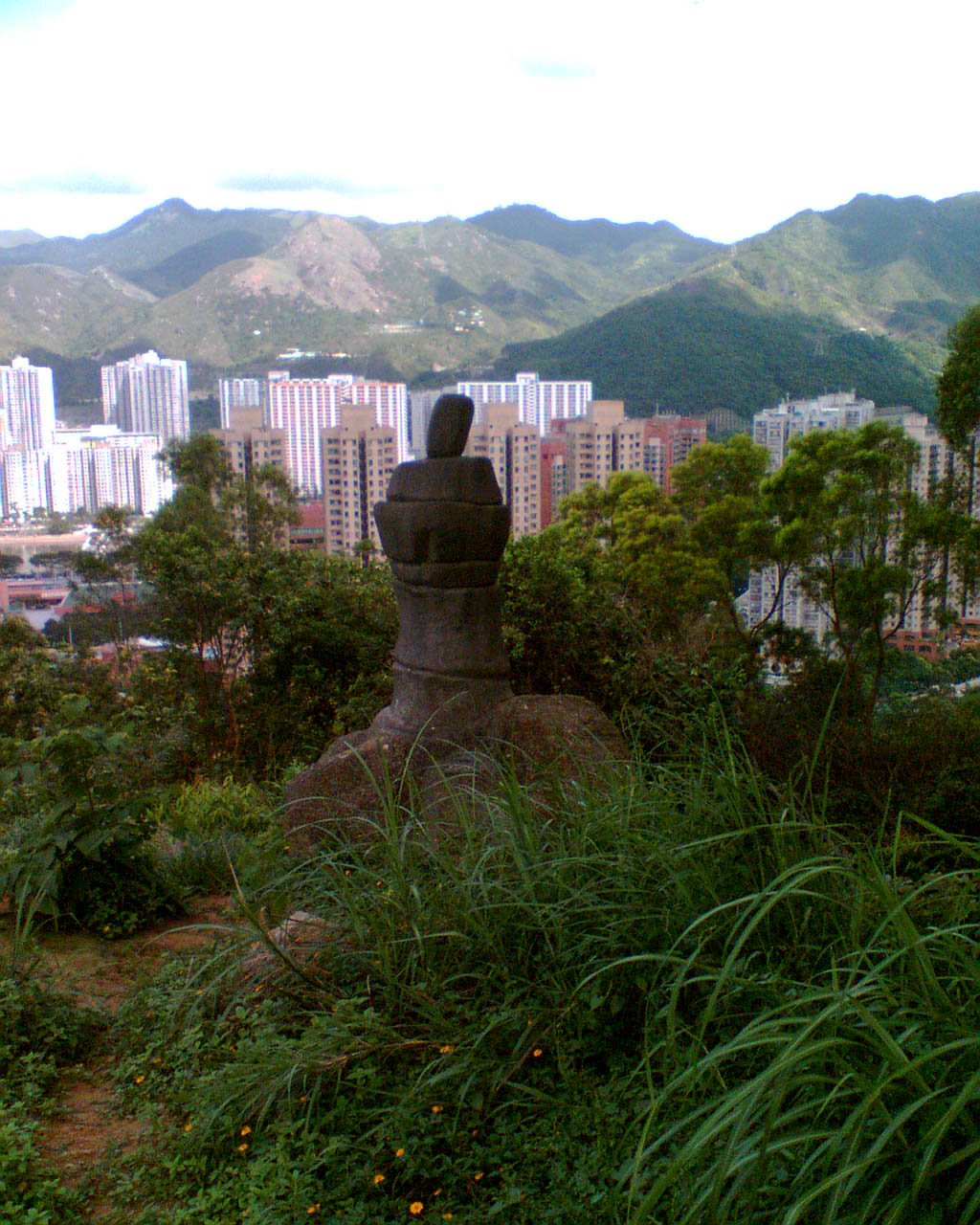
Réplique du rocher d'Amah à Tao Fung Shan.

Le rocher d'Amah (chinois : 望夫石 ; pinyin : wàngfūshí, littéralement « la pierre qui observe l'arrivée de son mari ») est une roche naturelle située sur un sommet dans le sud-ouest de Sha Tin à Hong Kong. Il mesure approximativement 15 mètres de hauteur, et sa forme ressemble à une femme serrant un bébé contre elle. Il se trouve au-dessus de l'entrée du tunnel du rocher du lion, dans le parc national du rocher du lion. 
Selon une légende, l'épouse fidèle d'un pêcheur aurait escaladé les collines chaque jour, portant son fils, pour guetter le retour de son mari, ignorant qu'il s'était noyé en mer. En récompense pour sa fidélité, elle a été transformée en rocher par la déesse de la mer, de sorte que son esprit a pu s'unir à celui de son mari. Les légendes semblables abondent dans toute la totalité de la Chine - le nombre "Mong de rochers de Fu Shek" dans le pays est grand. Beaucoup de poésies classiques chinoises ont été consacrées à ce genre de rocher. 
Le rocher est une destination touristique populaire ; l'on peut y observer la totalité du district de Sha Tin. C'est également un endroit de culte pour les femmes chinoises et constitue un symbole de la fidélité des femmes.